# Telecommunications Act
Traducida como "Ley de Telecomunicaciones", es una regulación clave en el sector de la comunicación para la industria cultural de Estados Unidos y del mundo. Aceptada por el Congreso de Estados Unidos en 1996, redujo considerablemente las competencias de la Comisión Federal de Comunicaciones en su tarea de regulación de fusiones y adquisiciones de las empresas.
La Telecommunication Act se basa en los preceptos y la línea ideológica de la Communication Act de 1934. Eliminará los límites legales con respecto al número de emisoras de televisión por parte de un mismo grupo, ampliando así los límites de la propiedad cruzada, hasta los que sean posibles.
«Esta ley se puede decir que supone el todos contra todos en un sistema de libre mercado. Se equipara cable, teléfono y radiodifusión. Se produce la apertura de todos los sectores, y cada uno puede entrar en el campo del contrario. [...] De este modo la desregulación total llegará con esta ley. Por ejemplo, en cuanto a la propiedad múltiple, se elimina cualquier tipo de limitación para la radio, tanto de tipo cuantitativo como cualitativo. En el caso de la televisión desaparece la limitación numérica pero se mantiene el porcentaje máximo de audiencia para el que puede emitir un mismo propietario, aunque se amplía a un 35%. Justo el porcentaje que el grupo Westinghouse necesitaba tras adquirir la CBS en 1995». Ana Isabel Segovia en “Aviso para navegantes. Concentración y privatización de las comunicaciones en Estados Unidos” (2001).
Un juez paralizó esta medida temporalmente, por lo que se produjo un movimiento civil sin precedentes en cuanto al derecho de informar y estar informado pluralmente.
En 2004 estará desfasada la Telecommunication Act, y la FCC propondrá un paquete de medidas con el voto favorable de 3 comisionados republicados (amigos de Murdoch) a la cabeza, entre ellos Michael Powell, secretario de defensa de Bush, hijo de Colin Powell. Se pasa del 35 al 45% en términos de cobertura para una sola cadena de TV. (por entonces la cadena FOX ya tenía un 39% del share, cadena perteneciente a Rupert Murdoch).
La polémica del imperio de Rupert Murdoch viene dada por la tempestividad con la que esta reforma legal llega, justo a tiempo para atender a las necesidades de concentración de su grupo mediático, News Corporation.